# Marceline Desbordes-Valmore

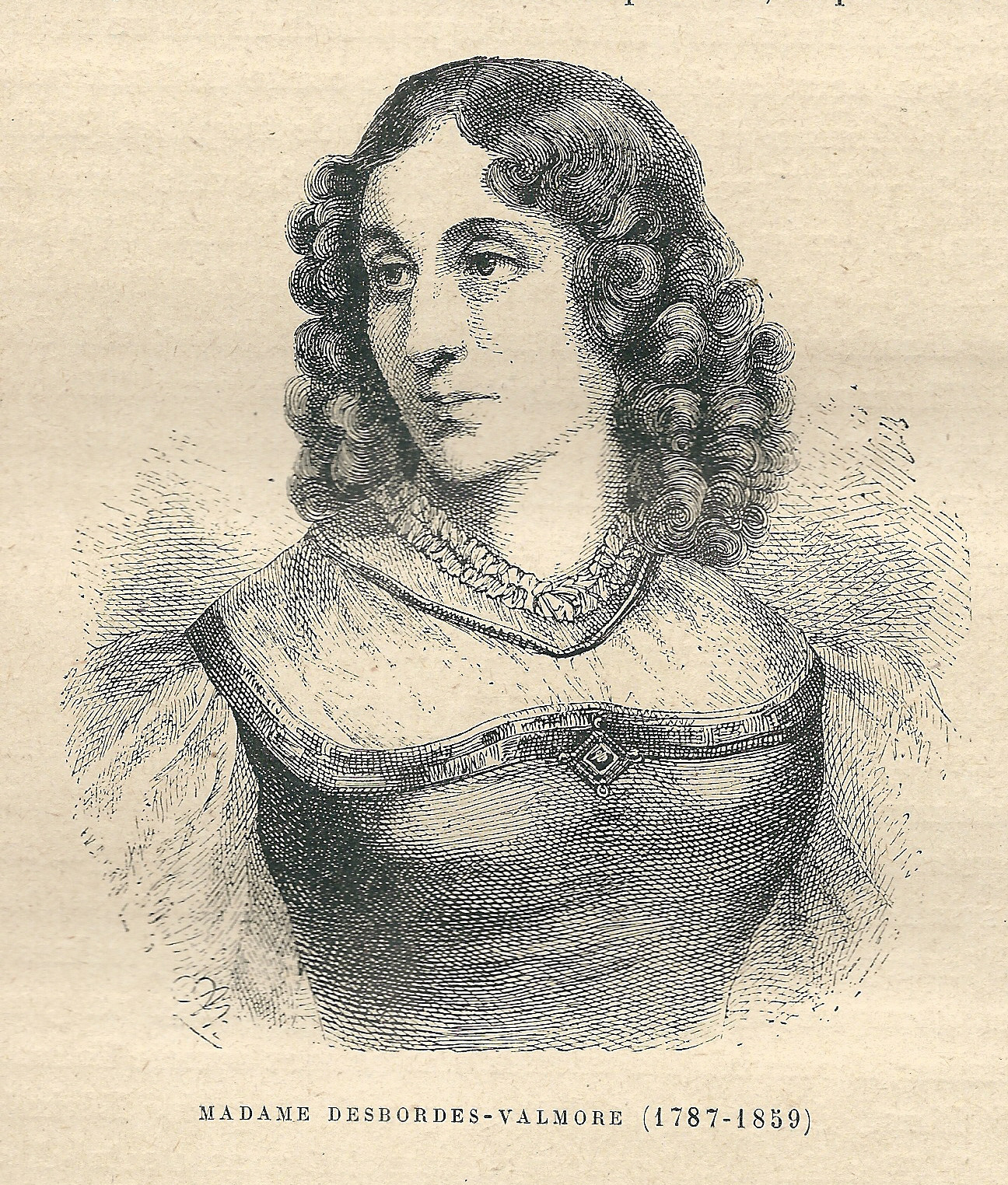
Marceline Desbordes-Valmore.

Marceline Desbordes-Valmore, född 20 juni 1786 i Douai, död 23 juli 1859 i Paris, var en fransk författare.

## Liv och verksamhet
Efter en uppväxttid, rik på bittra upplevelser, blev Desbordes-Valmore skådespelare, och uppträdde som sådan med viss framgång, och ingick 1817 äktenskap med skådespelaren Prosper Lanchantin, kallad Valmore. Hon började därefter publicera romantiskt färgade dikter av känslosam, svårmodig karaktär, av vilka flera är tonsatta. Hon skrev även rimmade verser för barn, samt romaner, noveller och sagor. 
Marceline Desbordes-Valmore var den enda kvinnan i sällskapet som poeten Paul Verlaine ägnade en essä i boken De fördömda poeterna i dess utökade version år 1888. Han erkände där inledningsvis att det var hans unge vän Arthur Rimbaud som en gång hade tvingat honom "att läsa allt " av henne. I Aragons essäsamling La Lumière de Stendahl (1954) finns också en essä om Marceline Desbordes-Valmore. Den franske poeten Yves Bonnefoy skrev mot slutet av 1900-talet förordet till en urvalsvolym av hennes dikter. 
Hon är begravd på Montmartrekyrkogården. 
Inget enskilt verk av Marceline Desbords-Valmore är översatt till svenska (år 2020), men Karl Asplund svarade 1927 för en dikttolkning i antologin Fransk vers: från François Villon till Jules Romains. Dikten heter Saadis rosor och har följt med i svenska antologier ytterligare ett par gånger sedan dess. Översättaren Elias Wraak bjuder på prosaöversättningar av de dikter Paul Verlaine lyfte fram i sin essä. Ett brev från en kvinna är en av nio dikter där och inleds med orden. Kvinnor, det vet jag, borde inte skriva; / jag skriver ändå / så att du kan läsa i mitt hjärta på avstånd / som om du reste bort.

## Verk
- Chansonnier des grâces (1817)
- Élégies et Romances (1819)
- Les Veillées des Antilles, en illustrerad roman i 2 band (Paris, 1821)
- Elégies et Poésies nouvelles (1825)
- Album du jeune âge (1829)
- Poésies (1830)
- Les Pleurs (1833)
- L'Atelier d'un peintre, roman (1833)
- Pauvres Fleurs (1839)
- Bouquets et Prières (1843)
- Poésies posthumes, 1860 online på Gallica
- Oeuvres poétiques (3 band, 1886–1887)
- Correspondence intime, brevurval (2 band, 1896)
- Œuvres poétiques de Marceline Desbordes-Valmore, 2 vol. (Presses Universitaires de Grenoble, 1973)
- Les Petits Flamands, roman (Librairie Droz, 1991)
- Domenica, roman (Librairie Droz, 1992)
- Poésies, förord av Yves Bonnefoy (Gallimard, 1996)
- Contes (Presses Universitaires de Lyon, 1996)
- Huit femmes, noveller (Librairie Droz, 1999)
- Œuvre poétique intégrale de Marceline Desbordes-Valmore, 1 vol. (Jacques André Éditeur/CEI, 2007)